# Tadeusz Michał Siara
Tadeusz Michał Siara (ur. w 1941 w Kuczynce) – polski artysta grafik, specjalizujący się w technice akwaforty.
Studiował w Akademii Sztuk Pięknych w Krakowie na katowickim wydziale Grafiki, gdzie uzyskał dyplom w 1969 roku. 
Był stypendystą:
- Ministra Kultury (1972 i 2003 rok)
- Rządu Królestwa Holandii (1975 rok)

Tadeusz Siara wystawiał swoje prace na 40 indywidualnych wystawach i kilkudziesięciu wystawach grupowych w kraju i za granicą. Jego prace przedstawiają architekturę i inne elementy pejzażu miejskiego. Elementy są kopiowane z natury, lecz są zestawiane w niecodzienne kompozycje, które nigdy nie mogłyby wystąpić w rzeczywistości.
14 grudnia 2007 z rąk ministra kultury i dziedzictwa narodowego Bogdana Zdrojewskiego odebrał Brązowy Medal „Zasłużony Kulturze Gloria Artis”. 